# خيسوس بورتيو
خيسوس بورتيو (بالإسبانية: Jesús Portillo)‏ هو لاعب كرة قدم أرجنتيني في مركز الهجوم، ولد في 16 يونيو 1999 في الأرجنتين. لعب مع Defensores Unidos ‏.

## وصلات خارجية
- خيسوس بورتيو على موقع Soccerway.com (الإنجليزية)